# Feeling So Real
Singles de Moby
Hymn
(1994) Everytime You Touch Me
(1995)
Pistes de Everything is Wrong
Hymn
(01) All That I Need Is To Be Loved
(03)
Feeling So Real est une chanson de l'artiste électronique américain Moby sortie en 1994 comme 3e single extrait de l'album Everything is Wrong,.
La chanson se hisse à la 30e position du UK Singles Chart et à la 9e position du Billboard Hot Dance Club Play.
La chanson contient les phrases sound system rocking (en entier sound system rocking my seat) et set it up DJ dites par Kochie Banton qui apparaît également sur le single suivant, Everytime You Touch Me. La chanteuse invitée est Rozz Morehead.
La Face-B de ce single est une reprise de la chanson New Dawn Fades de Joy Division. Cette reprise est incluse sur l'album d'hommage à Joy Division, la compilation de Moby I Like to Score et la Bande Originale du film Heat. Elle est jouée par Moby lui-même avec New Order en concert. À noter que Moby est un grand fan de ces deux groupes de rock.
Le CD de Remixes sorti au Royaume-Uni inclut des samples extraits d'Everytime You Touch Me en parties séparées (voix, cordes, percussions…). À partir de ces samples, Mute et Elektra (les deux labels de Moby) ont organisé un concours où les participants devaient utiliser ces samples pour ainsi créer leur propre remix « dans le style que vous voulez » et envoyer une cassette DAT pour le 18 novembre 1994. Les remixes des gagnants du concours ont été publiés peu après dans d'autres singles de Moby.

## Clip vidéo

### Original Mix
Le clip de Feeling So Real a été réalisé par Julie Hermelin en 1994. En description, Moby a écrit :
« Mon amie Julie et moi avons voulu faire une vidéo qui d'une certaine manière feutrée un petit éloge souterrain de punk rock. Nous avons été censés tirer au vieux masque dans L.A. (un lieu de rendez-vous légendaire de punk rock), mais à la dernière minute nous avons perdu notre autorisation. Ainsi nous avons tiré dans l'allée en dehors du masque. nous avons été supposés à avoir un groupe de frais supplémentaires professionnels, mais nous n'avons pas disposé du budget pour les frais supplémentaires professionnels, ainsi nous avons arrondi vers le haut de quelques enfants et planchistes sans abris locaux et leur avons donnés des sandwichs. nous avons été censés avoir une chanteuse dans la vidéo, mais nous avons décidé finalement qu'il était plus facile de me mettre dans une perruque et une robe et me font feindre pour être une chanteuse.
Ainsi nous avons fini avec une capsule de temps chaotique folle d'une vidéo comportant des transistors accidentels (bien, tranny) et des enfants sans abri de punk rock et des fêtards faisant de la planche à roulettes et beaucoup d'équipement cassé. »

### WestBamMix
Le clip du mix de WestBam de Feeling So Real a été également réalisé par Julie Hermelin. Il est quasiment similaire à celui de la version originale sauf que les scènes ne passent plus dans le même ordre.

## Liste des morceaux

### CD
| 1. | Feeling So Real (Original Mix)                 | 4:31 |
| 2. | Feeling So Real (Unashamed Ecstatic Piano Mix) | 5:59 |
| 3. | Feeling So Real (Old Skool Mix)                | 5:47 |
| 4. | New Dawn Fades                                 | 5:31 |

| 1. | Feeling So Real (7" Edit)                      | 3:21 |
| 2. | Feeling So Real (Unashamed Ecstatic Piano Mix) | 5:59 |
| 3. | New Dawn Fades                                 | 5:31 |
| 4. | Everytime You Touch Me (Samples)               | 4:41 |

| 1. | Feeling So Real (7" Edit)         | 3:21 |
| 2. | Feeling So Real (The Eat Me Edit) | 3:07 |

| 1. | Feeling So Real (7" Edit)         | 3:21 |
| 2. | Feeling So Real (The Eat Me Edit) | 3:07 |
| 3. | New Dawn Fades                    | 5:31 |

| 1. | Feeling So Real (WestBam Mix)    | 5:53 |
| 2. | Feeling So Real (Ray Keith Mix)  | 5:01 |
| 3. | Feeling So Real (Moby's Dub Mix) | 6:46 |
| 4. | Everytime You Touch Me (Samples) | 4:41 |

| 1. | Feeling So Real (WestBam Mix)            | 5:53 |
| 2. | Feeling So Real (Original Mix)           | 4:31 |
| 3. | Feeling So Real (Old Skool Mix)          | 5:47 |
| 4. | Feeling So Real (Moby's Dub Mix)         | 6:45 |
| 5. | Feeling So Real (Ray Keith's Jungle Mix) |      |

## Classements
| Charte (1994)                             | Meilleure position |
| ----------------------------------------- | ------------------ |
| Autriche (Ö3 Austria Top 40)              | 21                 |
| Finlande (Suomen virallinen lista)        | 1                  |
| Allemagne (Media Control Charts)          | 14                 |
| Pays-Bas (Dutch Top 40)                   | 12                 |
| Suède (Sverigetopplistan)                 | 40                 |
| Suisse (Schweizer Hitparade)              | 7                  |
| Royaume-Uni (The Official Charts Company) | 30                 |
| U.S. Billboard Hot Dance Club Play        | 9                  |